# Sciadonus cryptophthalmus
Sciadonus cryptophthalmus är en fiskart som först beskrevs av Zugmayer, 1911.  Sciadonus cryptophthalmus ingår i släktet Sciadonus och familjen Aphyonidae. Inga underarter finns listade i Catalogue of Life.